# Bernard Lemmens
Bernard Lemmens (31 maart 1962) is een Belgisch dammer. 

## Levensloop
Zijn eerste Belgische titel behaalde hij in 1987. Hij behoort tot de generatie die de hegemonie van de gebroeders Oscar en Hugo Verpoest doorbrak. 
Ondanks deze prestaties heeft hij vanwege zijn professionele loopbaan nog nooit deelgenomen aan een Europees- of wereldkampioenschap.

## Erelijst
Kampioen van België
1987, 1993, 2000 ,2006, 2008 en 2011
Kampioen van België Blitz
1988 en 1993